# Margrethe II.

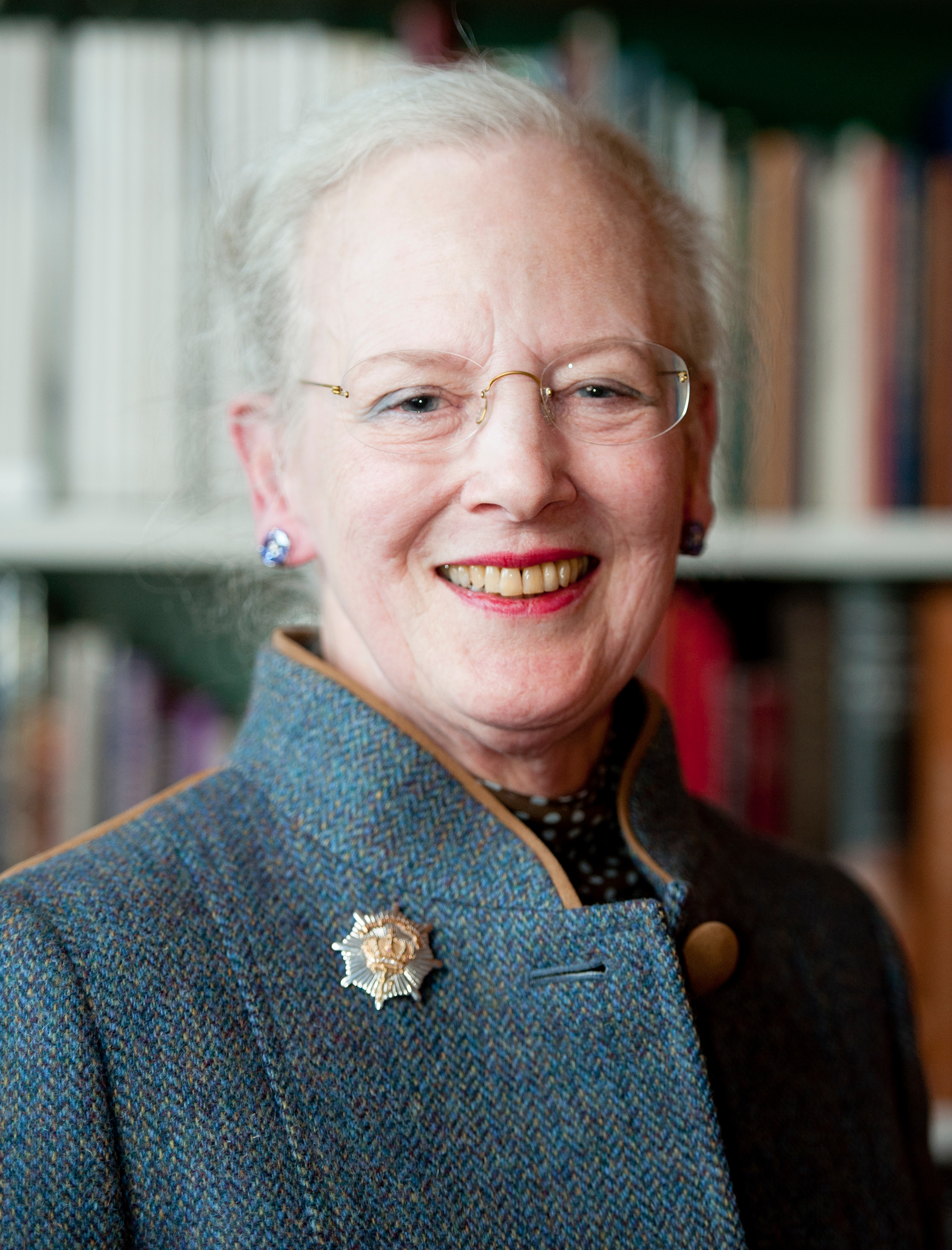
Königin Margrethe (2012)

Margrethe II. (dänisch: Margrethe 2.; dänische Aussprache: [mɑˈg̊ʁeːɪ̯d̥ə]), Margrethe Alexandrine Þórhildur Ingrid (* 16. April 1940 auf Schloss Amalienborg, Kopenhagen), ist eine dänische Monarchin. Sie war vom 14. Januar 1972 bis zum 14. Januar 2024 regierende Königin (dänisch Danmarks Dronning) des Königreiches Dänemark und damit Königin der drei Länder Dänemark, Färöer und Grönland. Sie gehört dem Haus Schleswig-Holstein-Sonderburg-Glücksburg an.
Nach dem Tod der britischen Königin Elisabeth II. im September 2022 war Margrethe das weltweit am längsten amtierende weibliche Staatsoberhaupt und die einzige verbliebene weibliche Monarchin. Im Rahmen ihrer Silvesteransprache gab sie am 31. Dezember 2023 ihre Abdankung zum 14. Januar 2024 – dem 52. Jahrestag ihrer Thronbesteigung – bekannt, womit die Amtsgeschäfte auf ihren Sohn, König Frederik X., übergingen. Als Ehrentitel wird sie weiterhin mit „Majestät“ angesprochen und trägt den Titel Königin Margrethe.

## Leben

### Kindheit und Ausbildung
Prinzessin Margrethe wurde am 16. April 1940 auf Schloss Amalienborg in Kopenhagen geboren als älteste Tochter des dänischen Kronprinzen Frederik und seiner Gemahlin, Ingrid von Schweden. Regierender Monarch war ihr Großvater väterlicherseits Christian X. Sie stammt aus dem Haus Schleswig-Holstein-Sonderburg-Glücksburg, einer Nebenlinie des Hauses Oldenburg. Eine Änderung der Thronfolge machte Margrethe erst am 27. März 1953 zur Kronprinzessin.
Zum Zeitpunkt ihrer Geburt stand Dänemark unter deutscher Besatzung. Margrethe ist die letzte dänische Prinzessin, die mit dem Namen Þórhildur auch einen isländischen Vornamen erhielt: Island war bis zur Unabhängigkeitserklärung 1944 ein Teil des Königreichs. Nachdem ihr Vater 1947 zum König proklamiert worden war, war zunächst ihr Onkel, Knut von Dänemark, Thronfolger, bevor 1953 eine Änderung der Verfassung die weibliche Thronfolge ermöglichte.
Nach dem Abitur an dem privaten Gymnasium N. Zahles Skole im Jahr 1959 studierte sie 1960/61 Prähistorische Archäologie an der University of Cambridge und 1961/62 Politikwissenschaften an der Universität Aarhus. 1963 wechselte sie an die Pariser Sorbonne und 1965 an die London School of Economics and Political Science. Neben ihrer dänischen Muttersprache spricht Margrethe fließend Englisch, Deutsch, Französisch und Schwedisch sowie etwas Färöisch.

### Ehe und Familie
In der Kopenhagener Holmens Kirke heiratete Margrethe am 10. Juni 1967 den französischen Diplomaten Graf Henri de Laborde de Monpezat, seit der Hochzeit hieß er Prinz Henrik von Dänemark. Am 10. Juni 2017 feierte das Ehepaar Goldene Hochzeit auf der Staatsyacht Dannebrog. Prinz Henrik verstarb im Februar 2018.
Aus der Verbindung gingen zwei Söhne hervor:
- König Frederik X. André Henrik Christian (* 26. Mai 1968 in Kopenhagen) ⚭ 2004 Mary Donaldson (* 1972)
- Prinz Joachim Holger Waldemar Christian zu Dänemark (* 7. Juni 1969 in Kopenhagen)

1. ⚭ 1995–2005 Alexandra Manley (* 1964)
2. ⚭ 2008 Marie Cavallier (* 1976)

Margrethe II. ist die Schwester von Benedikte Prinzessin zu Sayn-Wittgenstein-Berleburg und Anne-Marie von Griechenland. Im September 2022 entschied Königin Margrethe, den Kindern ihres zweitgeborenen Sohnes die Prinzentitel zu entziehen.

### Offizielle Aufgaben

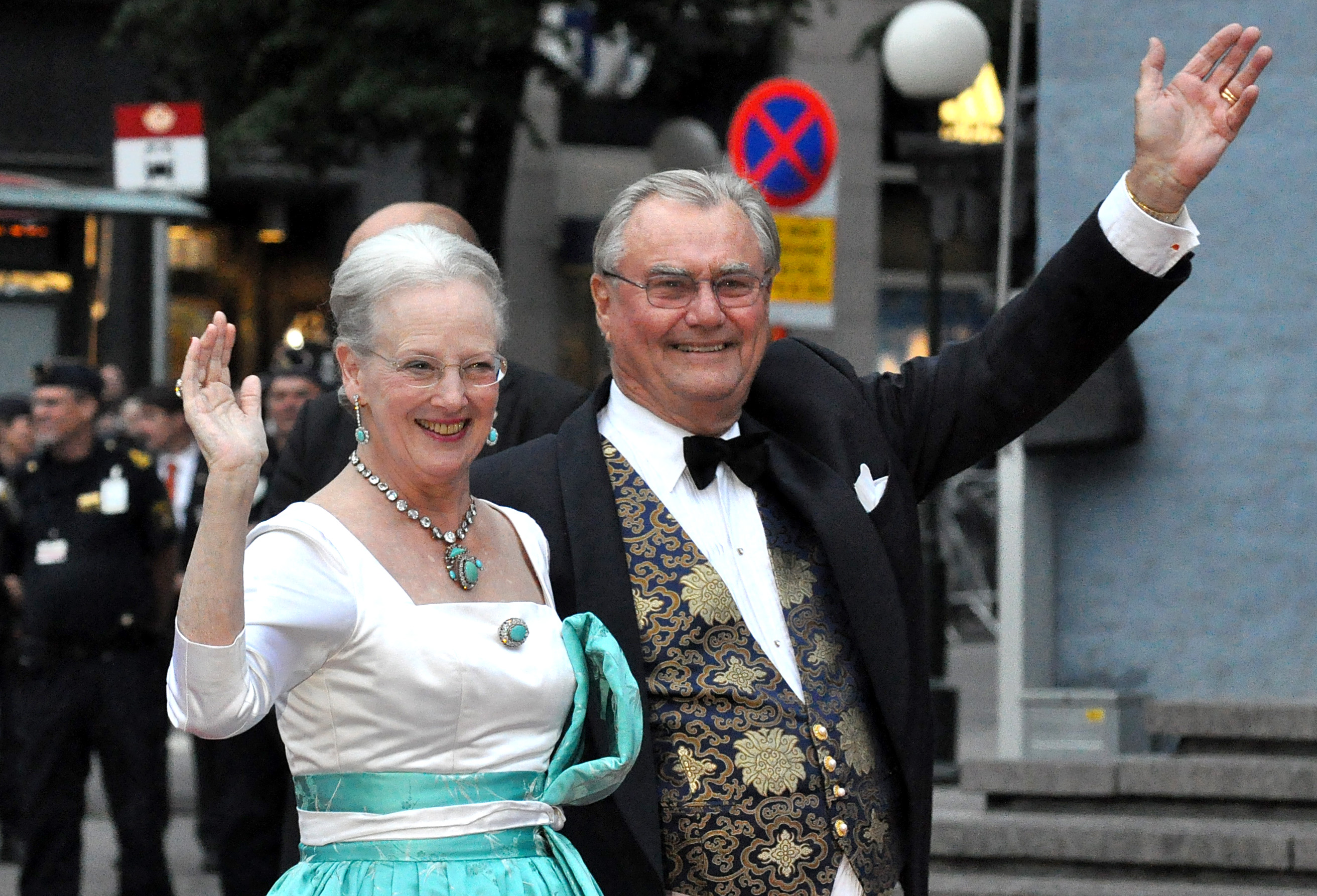
Margrethe II. mit ihrem Ehemann Prinz Henrik (2010)

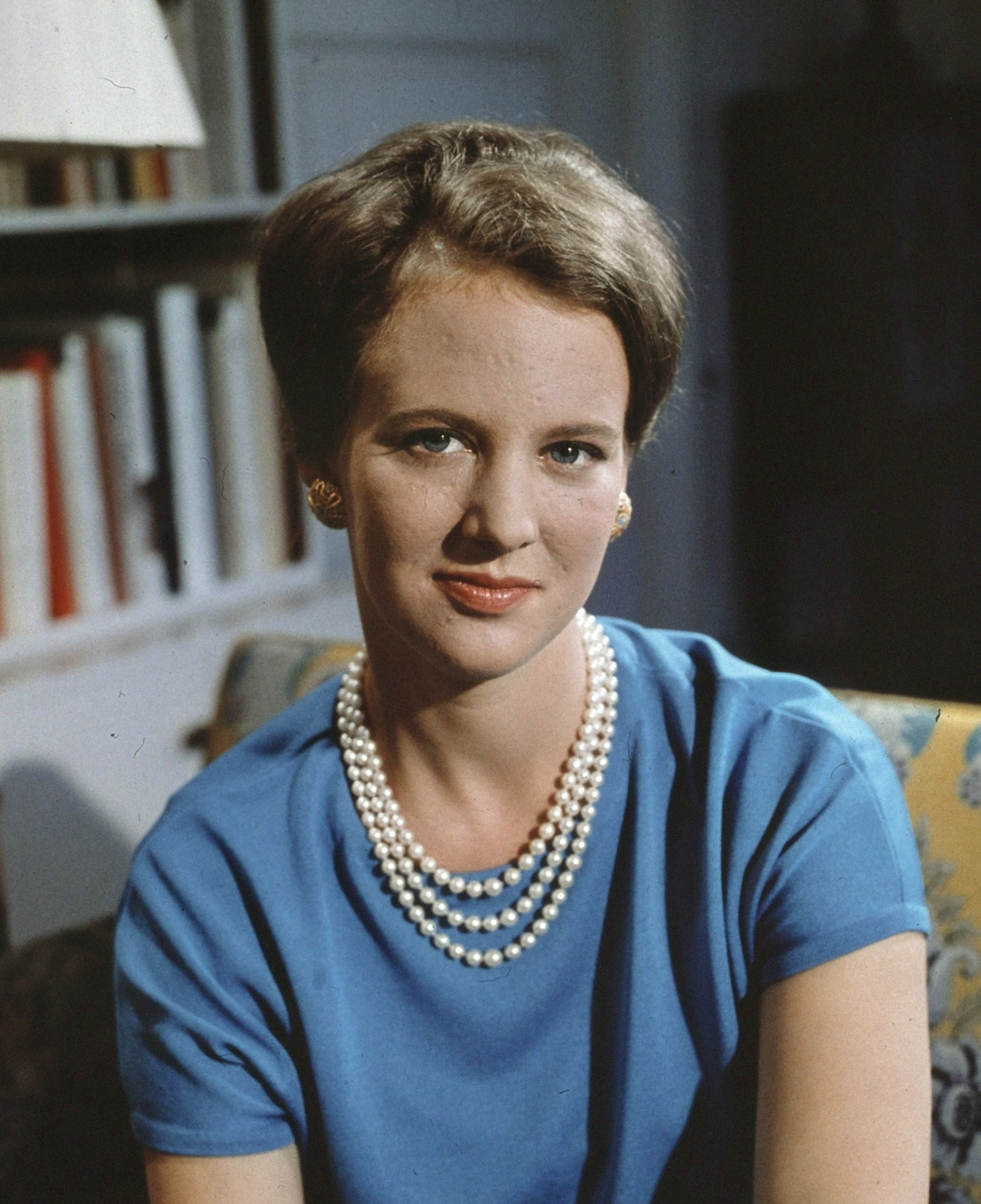
Prinzessin Margrethe (1966)

Margrethe II. war das dänische Staatsoberhaupt vom 14. Januar 1972 bis zum 14. Januar 2024 als regierende Königin und damit Königin Dänemarks (dänisch Danmarks Dronning), der Färöer und Grönlands. Jedes Gesetz bedurfte ihrer Unterschrift, um Gültigkeit zu erlangen; es musste jeweils von einem Minister gegengezeichnet werden. Sie ernannte und entließ nach Maßgabe der parlamentarischen Mehrheiten den Regierungschef und wurde von ihm und dem Außenminister regelmäßig über die politische Lage informiert.
Die traditionelle Neujahrsansprache der Königin wurde regelmäßig am Silvesterabend um 18 Uhr direkt aus Schloss Amalienborg übertragen. Der dänische Regierungschef spricht dagegen erst am Neujahrstag. Sie ist Schirmherrin von über 100 überwiegend karitativ tätigen Organisationen in Dänemark sowie von zehn Organisationen im Ausland. Außerdem engagiert sie sich als Vorsitzende mehrerer Stiftungen.
Margrethe II. genießt im dänischen Volk hohes Ansehen.
Ihren ersten Staatsbesuch absolvierte sie 1973 in Schweden, wo sie von ihrem Großvater mütterlicherseits, dem schwedischen König Gustav VI., empfangen wurde. Am 21. Juni 1974 besuchten Königin Margrethe und Prinz Henrik Hamburg und trugen sich dort in das Goldene Buch der Stadt ein.
Am 4. September 2019 traf Königin Margrethe an Bord der Staatsyacht Dannebrog für einen viertägigen Besuch im Flensburger Hafen ein. Ein Anlass war der Beginn der offiziellen Feierlichkeiten zum 100. Jahrestag der Festlegung der deutsch-dänischen Staatsgrenze (Volksabstimmung in Schleswig).
Margrethe feierte am 14. Januar 2022 ihr 50-jähriges Regierungsjubiläum.
Im Rahmen ihrer traditionellen Silvesteransprache gab sie am 31. Dezember 2023 ihre Abdankung zum 14. Januar 2024 bekannt, womit die Amtsgeschäfte auf ihren Sohn, Kronprinz Frederik X., übergingen. Auch nach der Abdankung behält sie die Anrede „Ihre Majestät“ (Hendes Majestæt) bei. Es gilt als wahrscheinlich, dass sie auch in Zukunft als „Königin“ (dronning) bezeichnet werden wird. Dies wurde unmittelbar vor der Thronfolge bestätigt: Als Ehrentitel wird sie weiterhin mit „Majestät“ angesprochen und trägt den Titel Königin Margrethe.
Sie ist damit der erste Monarch Dänemarks seit 1523, der sein Amt nicht bis zum Lebensende ausübt.
Sie kann die Amtsgeschäfte aber auch nach der Thronübergabe als Regentin ad interim (rigsforstander) weiterhin wahrnehmen, etwa im Falle einer Auslandsreise des Königs.

### Künstlerische Interessen
Margrethe erlangte auch als Grafikerin und Malerin Anerkennung. Sie entwarf die Motive mehrerer dänischer Briefmarken und illustrierte zahlreiche Bücher, unter anderem im Jahr 1977 – unter dem Pseudonym Ingahild Grathmer – die dänische Ausgabe des Romans Der Herr der Ringe. Sie gestaltete Kirchengewänder, Theaterkostüme und Bühnenbilder. Im Jahr 2009 entwarf sie Kostüme und das Bühnenbild für ein Ballett, das auf dem russischen Volksmärchen „Das kleine Schneemädchen“ basiert, und im Dezember 2009 in Kopenhagen aufgeführt wurde. Ihr malerisches Werk wurde in zahlreichen Ausstellungen im In- und Ausland gezeigt. Am 2. Oktober 2016 überreichte Margrethe einen von ihr entworfenen Altarbehang als Gastgeschenk zur Wiedereröffnung der restaurierten Schlosskirche Wittenberg.
Zum 150. Geburtstag der Freilichtbühne im Vergnügungspark Tivoli (Kopenhagen) wurde im Sommer 2024 das Kunstmärchen "Tölpel-Hans" des dänischen Dichters Hans Christian Andersen (1805–1875) als Märchenballett auf die Bühne gebracht. Königin Margrethe entwarf für das Ballett die Kostüme und gestaltete das Bühnenbild.
In den Jahren 2020 bis 2023 fertigte Königin Margrethe für den Film „Ehrengard: Die Geschichte einer Verführung“ 81 Découpagewerke als Vorlage für Bühnenbilder, Innenräume und Landschaften des Films. Anfang Februar 2024 erhielt Königin Margrethe den dänischen Filmpreis " Robert" (dänisch Robert Prisen) für das beste Kostümdesign im Netflix-Film "Ehrengard: Die Geschichte einer Verführung".
Anlässlich des 250. Jubiläums von Royal Copenhagen im Jahr 2025 illustrierte Königin Margrethe den nur in diesem Jahr erhältlichen Jubiläumsbecher mit einem blauen Fisch, den sie vor Jahren in Frankreich gemalt hatte. Der Jubiläumsbecher wurde auf Wunsch der Königin so gestaltet, dass er sowohl für Getränke als auch zur Aufbewahrung von Arbeitsutensilien auf dem Schreibtisch verwendet werden kann.
Von 1981 an betätigte sich Margrethe II. auch als Übersetzerin. Ins Dänische übertrug sie z. B. Werke von Simone de Beauvoir (gemeinsam mit ihrem Ehemann Prinz Henrik), Stig Strömholm und Eric Linklater.

### Religion
Königin Margrethe ist Mitglied der Dänischen Volkskirche und damit evangelisch-lutherisch. Sie ist gläubig und hat sich eine umfassende theologische Bildung angeeignet. In den 1970er-Jahren rief der theologisch interessierte Graf Hans Schack auf Schloss Schackenborg einen theologischen Studienkreis für sie ins Leben. An diesen Treffen nahmen Pastoren, Bischöfe und Theologieprofessoren teil und diskutierten mit der Königin über den kirchlichen Ritus, religiöse Schriften und Kirchengeschichte. Unangemeldet erscheint Margrethe II. sonntags abwechselnd in verschiedenen Kirchen des Landes, um mit der jeweiligen Gemeinde am Gottesdienst teilzunehmen.

### Residenzen

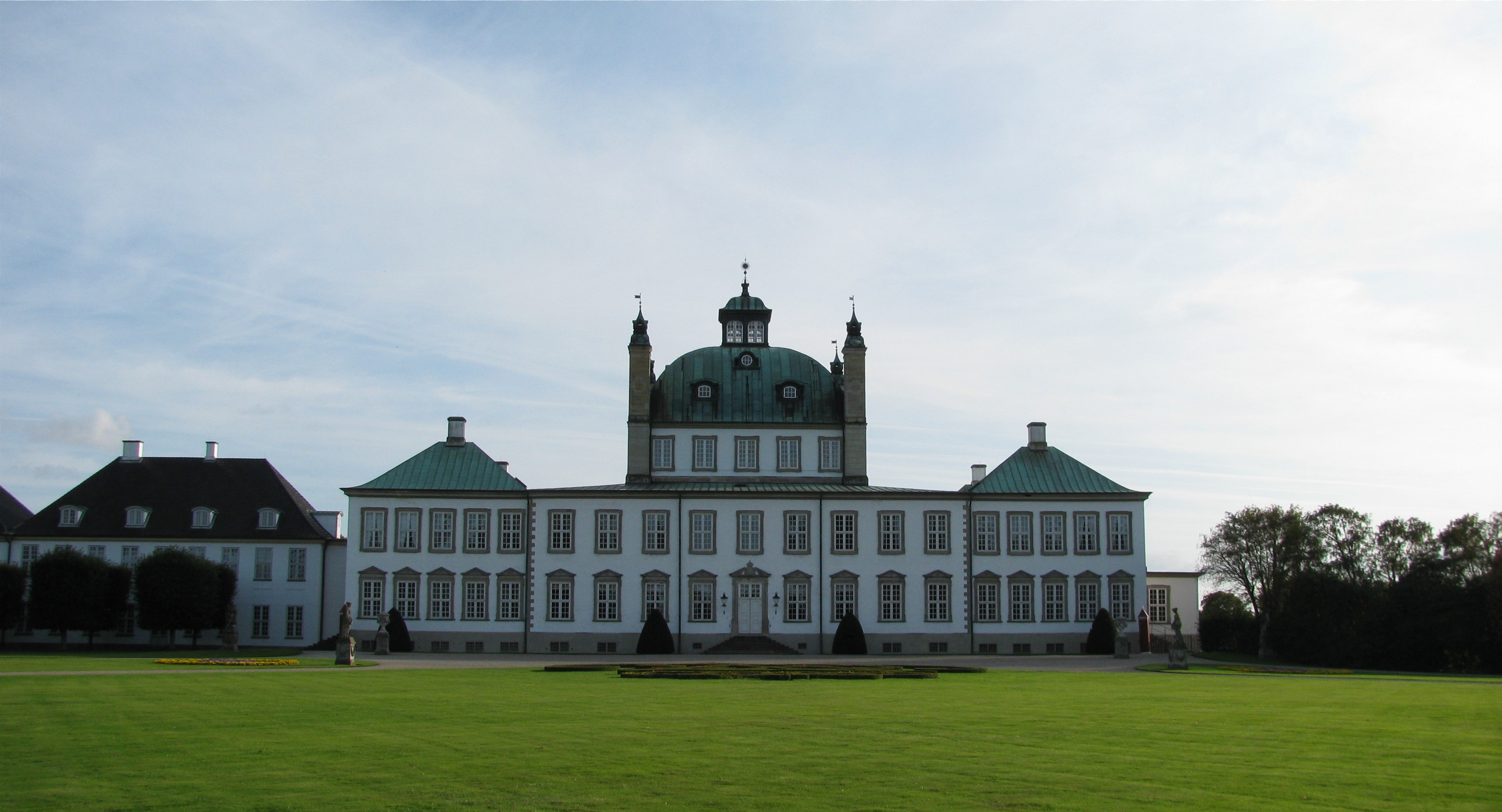
Schloss Fredensborg

Die offiziellen Wohnsitze der Königin sind das Palais Schack im Komplex von Schloss Amalienborg in der Innenstadt von Kopenhagen und Schloss Fredensborg außerhalb Kopenhagens. Während des Sommers wohnt sie traditionell einige Wochen auf Schloss Gravenstein in der Nähe von Sønderborg (dt. Sonderburg), dem Witwensitz ihrer im Jahr 2000 verstorbenen Mutter Ingrid. Außerdem nutzt sie regelmäßig Schloss Marselisborg bei Aarhus, wo sich die Königsfamilie häufig in den Sommerferien und zu Weihnachten versammelt. Für Besuche innerhalb und außerhalb Dänemarks steht ihr außerdem die königliche Yacht Dannebrog als offizielle Residenz zur Verfügung. Zu den offiziellen Residenzen gehört auch Schloss Sorgenfri bei Kopenhagen, das jedoch bisher nicht von Königin Margrethe genutzt wurde, sondern zuletzt von ihrem Cousin Graf Christian von Rosenborg (1942–2013) und seiner Frau Anne Dorte (1947–2014). Privat unterhält die Königsfamilie das Schloss Château de Cayx in Frankreich.

### Wahlspruch
Königin Margrethes Wahlspruch lautet: Guds hjælp, folkets kærlighed, Danmarks styrke („Gottes Hilfe, Volkes Liebe, Dänemarks Stärke“).

## Vorfahren und Nachkommen
Margrethe II. ist mit vielen europäischen Monarchen verwandt, z. B. ist ihr nächster Verwandter Carl XVI. Gustaf von Schweden, der ihr Cousin ersten Grades ist. Dann folgt Harald V., der ihr Cousin zweiten Grades ist, und Elisabeth II., welche ihre Cousine dritten Grades war.
| Ahnen- und Nachkommentafel Margrethe II., Königin von Dänemark                              | Ahnen- und Nachkommentafel Margrethe II., Königin von Dänemark                                  | Ahnen- und Nachkommentafel Margrethe II., Königin von Dänemark                                  | Ahnen- und Nachkommentafel Margrethe II., Königin von Dänemark                                                          | Ahnen- und Nachkommentafel Margrethe II., Königin von Dänemark                                                          | Ahnen- und Nachkommentafel Margrethe II., Königin von Dänemark                                                 | Ahnen- und Nachkommentafel Margrethe II., Königin von Dänemark                                                 | Ahnen- und Nachkommentafel Margrethe II., Königin von Dänemark                                                     | Ahnen- und Nachkommentafel Margrethe II., Königin von Dänemark                                                     | Ahnen- und Nachkommentafel Margrethe II., Königin von Dänemark                                                   | Ahnen- und Nachkommentafel Margrethe II., Königin von Dänemark                                                   |
| ------------------------------------------------------------------------------------------- | ----------------------------------------------------------------------------------------------- | ----------------------------------------------------------------------------------------------- | --- | --- | --- | --- | --- | --- | --- | --- |
| Ururgroßeltern                                                                              | König Christian IX. (1818–1906) ⚭ 1842 Prinzessin Luise von Hessen (1817–1898)                  | König Karl XV. (Schweden) (1826–1872) ⚭ 1850 Prinzessin Luise von Oranien-Nassau (1828–1871)    | Großherzog Friedrich Franz II. (Mecklenburg) (1823–1883) ⚭ 1849 Prinzessin Auguste Reuß zu Schleiz-Köstritz (1822–1862) | Großfürst Michael Nikolajewitsch Romanow (1832–1909) ⚭ 1857 Prinzessin Cäcilie von Baden (1839–1891)                    | König Oskar II. (Schweden) (1829–1907) ⚭ 1857 Prinzessin Sophia von Nassau (1836–1913)                         | Großherzog Friedrich I. von Baden (1826–1907) ⚭ 1856 Prinzessin Luise von Preußen (1838–1923)                  | Prinz Albert von Sachsen-Coburg und Gotha (1819–1861) ⚭ 1840 Königin Victoria (Vereinigtes Königreich) (1819–1901) | Prinz Albert von Sachsen-Coburg und Gotha (1819–1861) ⚭ 1840 Königin Victoria (Vereinigtes Königreich) (1819–1901) | Prinz Friedrich Karl Nikolaus von Preußen (1828–1885) ⚭ 1854 Prinzessin Maria Anna von Anhalt-Dessau (1837–1906) | Prinz Friedrich Karl Nikolaus von Preußen (1828–1885) ⚭ 1854 Prinzessin Maria Anna von Anhalt-Dessau (1837–1906) |
| Urgroßeltern                                                                                | König Friedrich VIII. (1843–1912) ⚭ 1869 Prinzessin Luise von Schweden (1851–1926)              | König Friedrich VIII. (1843–1912) ⚭ 1869 Prinzessin Luise von Schweden (1851–1926)              | Großherzog Friedrich Franz III. (Mecklenburg) (1851–1897) ⚭ 1879 Großfürstin Anastasia Michailowna Romanowa (1860–1922) | Großherzog Friedrich Franz III. (Mecklenburg) (1851–1897) ⚭ 1879 Großfürstin Anastasia Michailowna Romanowa (1860–1922) | König Gustav V. (Schweden) (1858–1950) ⚭ 1881 Prinzessin Viktoria von Baden (1862–1930)                        | König Gustav V. (Schweden) (1858–1950) ⚭ 1881 Prinzessin Viktoria von Baden (1862–1930)                        | Herzog Arthur Wilhelm von Connaught (1850–1942) ⚭ 1879 Prinzessin Luise Margareta von Preußen (1860–1917)          | Herzog Arthur Wilhelm von Connaught (1850–1942) ⚭ 1879 Prinzessin Luise Margareta von Preußen (1860–1917)          | Herzog Arthur Wilhelm von Connaught (1850–1942) ⚭ 1879 Prinzessin Luise Margareta von Preußen (1860–1917)        | Herzog Arthur Wilhelm von Connaught (1850–1942) ⚭ 1879 Prinzessin Luise Margareta von Preußen (1860–1917)        |
| Großeltern                                                                                  | König Christian X. (1870–1947) ⚭ 1898 Herzogin Alexandrine von Mecklenburg-Schwerin (1879–1952) | König Christian X. (1870–1947) ⚭ 1898 Herzogin Alexandrine von Mecklenburg-Schwerin (1879–1952) | König Christian X. (1870–1947) ⚭ 1898 Herzogin Alexandrine von Mecklenburg-Schwerin (1879–1952)                         | König Christian X. (1870–1947) ⚭ 1898 Herzogin Alexandrine von Mecklenburg-Schwerin (1879–1952)                         | König Gustav VI. Adolf (Schweden) (1882–1973) ⚭ 1905 Prinzessin Margaret von Connaught (1882–1920)             | König Gustav VI. Adolf (Schweden) (1882–1973) ⚭ 1905 Prinzessin Margaret von Connaught (1882–1920)             | König Gustav VI. Adolf (Schweden) (1882–1973) ⚭ 1905 Prinzessin Margaret von Connaught (1882–1920)                 | König Gustav VI. Adolf (Schweden) (1882–1973) ⚭ 1905 Prinzessin Margaret von Connaught (1882–1920)                 | König Gustav VI. Adolf (Schweden) (1882–1973) ⚭ 1905 Prinzessin Margaret von Connaught (1882–1920)               | König Gustav VI. Adolf (Schweden) (1882–1973) ⚭ 1905 Prinzessin Margaret von Connaught (1882–1920)               |
| Eltern                                                                                      | König Frederik IX. (1899–1972) ⚭ 1935 Prinzessin Ingrid von Schweden (1910–2000)                | König Frederik IX. (1899–1972) ⚭ 1935 Prinzessin Ingrid von Schweden (1910–2000)                | König Frederik IX. (1899–1972) ⚭ 1935 Prinzessin Ingrid von Schweden (1910–2000)                                        | König Frederik IX. (1899–1972) ⚭ 1935 Prinzessin Ingrid von Schweden (1910–2000)                                        | König Frederik IX. (1899–1972) ⚭ 1935 Prinzessin Ingrid von Schweden (1910–2000)                               | König Frederik IX. (1899–1972) ⚭ 1935 Prinzessin Ingrid von Schweden (1910–2000)                               | König Frederik IX. (1899–1972) ⚭ 1935 Prinzessin Ingrid von Schweden (1910–2000)                                   | König Frederik IX. (1899–1972) ⚭ 1935 Prinzessin Ingrid von Schweden (1910–2000)                                   | König Frederik IX. (1899–1972) ⚭ 1935 Prinzessin Ingrid von Schweden (1910–2000)                                 | König Frederik IX. (1899–1972) ⚭ 1935 Prinzessin Ingrid von Schweden (1910–2000)                                 |
| Königin Margrethe II. von Dänemark (* 1940) ⚭ 1967 Henri de Laborde de Monpezat (1934–2018) |                                                                                                 |                                                                                                 | | | | | | | | |
| Kinder                                                                                      | König Frederik X. (* 1968) ⚭ 2004 Mary Donaldson (* 1972)                                       | König Frederik X. (* 1968) ⚭ 2004 Mary Donaldson (* 1972)                                       | König Frederik X. (* 1968) ⚭ 2004 Mary Donaldson (* 1972)                                                               | König Frederik X. (* 1968) ⚭ 2004 Mary Donaldson (* 1972)                                                               | Prinz Joachim zu Dänemark (* 1969) ⚭ 1. 1995–2005 Alexandra Manley (* 1964) ⚭ 2. 2008 Marie Cavallier (* 1976) | Prinz Joachim zu Dänemark (* 1969) ⚭ 1. 1995–2005 Alexandra Manley (* 1964) ⚭ 2. 2008 Marie Cavallier (* 1976) | Prinz Joachim zu Dänemark (* 1969) ⚭ 1. 1995–2005 Alexandra Manley (* 1964) ⚭ 2. 2008 Marie Cavallier (* 1976)     | Prinz Joachim zu Dänemark (* 1969) ⚭ 1. 1995–2005 Alexandra Manley (* 1964) ⚭ 2. 2008 Marie Cavallier (* 1976)     | Prinz Joachim zu Dänemark (* 1969) ⚭ 1. 1995–2005 Alexandra Manley (* 1964) ⚭ 2. 2008 Marie Cavallier (* 1976)   | Prinz Joachim zu Dänemark (* 1969) ⚭ 1. 1995–2005 Alexandra Manley (* 1964) ⚭ 2. 2008 Marie Cavallier (* 1976)   |
| Enkel                                                                                       | Kronprinz Christian zu Dänemark (* 2005)                                                        | Prinzessin Isabella zu Dänemark (* 2007)                                                        | Prinz Vincent zu Dänemark (* 2011)                                                                                      | Prinzessin Josephine zu Dänemark (* 2011)                                                                               | Nikolai zu Dänemark (* 1999)                                                                                   | Felix zu Dänemark (* 2002)                                                                                     | Henrik zu Dänemark (* 2009)                                                                                        | Henrik zu Dänemark (* 2009)                                                                                        | Athena zu Dänemark (* 2012)                                                                                      | Athena zu Dänemark (* 2012)                                                                                      |

## Titulatur
Margrethe II. verzichtete auf die historisch begründete volle Titulatur der dänischen Könige (Af Guds Nåde Konge til Danmark, de Venders og Gothers, Hertug til Slesvig, Holsten, Stormarn, Ditmarsken, Lauenborg og Oldenborg, zu Deutsch „Von Gottes Gnaden König zu Dänemark, der Wenden und Goten, Herzog zu Schleswig, Holstein, Stormarn, Dithmarschen, Lauenburg und Oldenburg“), die ihr Vater als König noch geführt hatte, jedoch nicht auf den Gottesgnadenbezug und nannte sich Af Guds Nåde Danmarks Dronning, „Von Gottes Gnaden Dänemarks Königin“.